# Frédéric Sorrieu
Frédéric Sorrieu (* 17. Januar 1807 in Paris; † 25. September 1887 in Seine-Port) war ein französischer Lithograf und Zeichner. Bekanntheit erlangte seine unter dem Eindruck der Revolutionen 1848/1849 konzipierte Serie von Gouache-Lithografien, die unter dem Titel République universelle démocratique et sociale (deutsch: Die demokratische und soziale Weltrepublik) veröffentlicht wurden und Ideen eines universellen Republikanismus propagieren.

## République universelle démocratique et sociale
Im Jahr 1848 ereigneten sich in mehreren Ländern Europas bürgerlich-revolutionäre Erhebungen gegen herrschende Mächte der Restauration. In der Februarrevolution 1848 stürzte in Paris das Regime des französischen Königs Louis-Philippe I. Dies führte zur Ausrufung der Zweiten Französischen Republik. In anderen monarchisch regierten Ländern brachen daraufhin ebenfalls Revolutionen aus, etwa die Märzrevolutionen in den Ländern des Deutschen Bundes und in Italien.

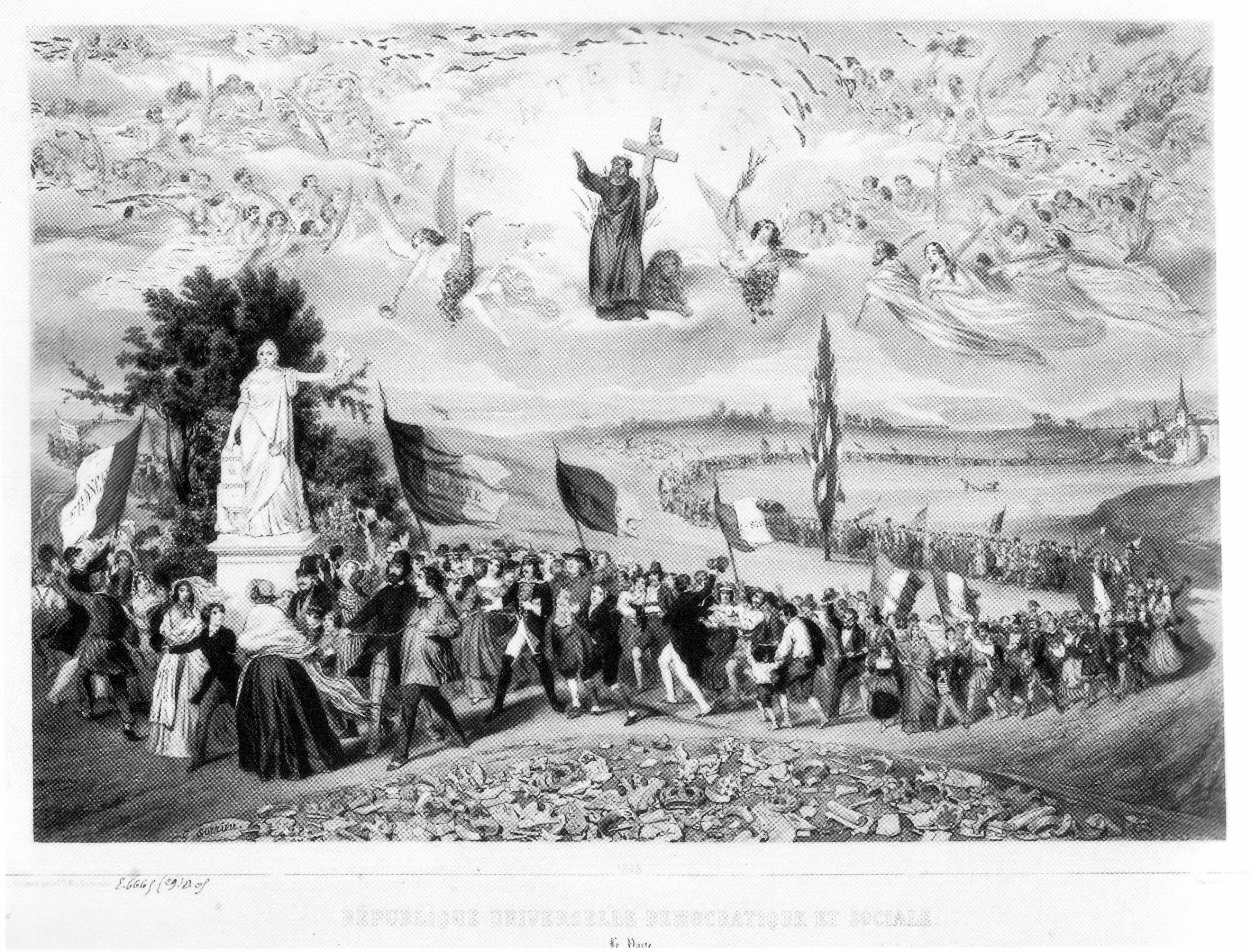
République universelle démocratique et sociale: Le Pacte

Unter dem Eindruck dieser Ereignisse schuf Sorrieu eine Serie von kolorierten Lithografien. Dem ersten Blatt dieser Serie gab er den Untertitel Le Pacte (deutsch: Der Vertrag). Es zeigt in einer frühlingshaften Landschaft einen langen Zug von Personen vieler Nationen. Anhand abgebildeter Flaggen sind die an diesem Zug beteiligten Nationen als die Völker der Vereinigten Staaten, Frankreichs, der Schweiz, Deutschlands, Österreichs, des Königreichs beider Sizilien, der Lombardei, der Romagna, Englands usw. zu identifizieren. Im Mittelgrund passiert der Zug, dessen Teilnehmer durch ein Seil verbunden sind, einen Freiheitsbaum. Im Vordergrund erreicht der Zug das steinerne Monument einer weiblichen Allegorie, die mit ihrer Rechten auf eine Tafel verweist, die die Erklärung der Menschen- und Bürgerrechte symbolisiert, und in ihrer Linken die Fackel der Aufklärung hält. Auf dem Boden des Vordergrundes liegen die weggeworfenen Symbole der alten Monarchien: zerbrochene Kronen, Wappenschilder und Wappenadler. Über der Szene schwebt in einer himmlischen Sphäre die Figur von Jesus Christus, begleitet von Engeln, erhellt durch eine Gloriole, die in Großbuchstaben die Bezeichnung Fraternité (deutsch: Brüderlichkeit) trägt. Das Monument der weiblichen Allegorie kann als die Personifikation der Republik gedeutet werden: Während die Völker der Vereinigten Staaten, der Schweiz und soeben auch Frankreichs bei Erreichen des Monuments die Zeichen der Monarchie weggeworfen und diese Staatsform damit symbolisch-rituell überwunden haben, sind andere Nationen, insbesondere die ihnen unter schwarz-rot-goldenen Trikoloren unmittelbar folgenden Völker Deutschlands und Österreichs, erst noch im Begriff, ihnen Gleiches nachzutun und dadurch sinnbildlich den Weg in die republikanische Staatsform anzutreten.

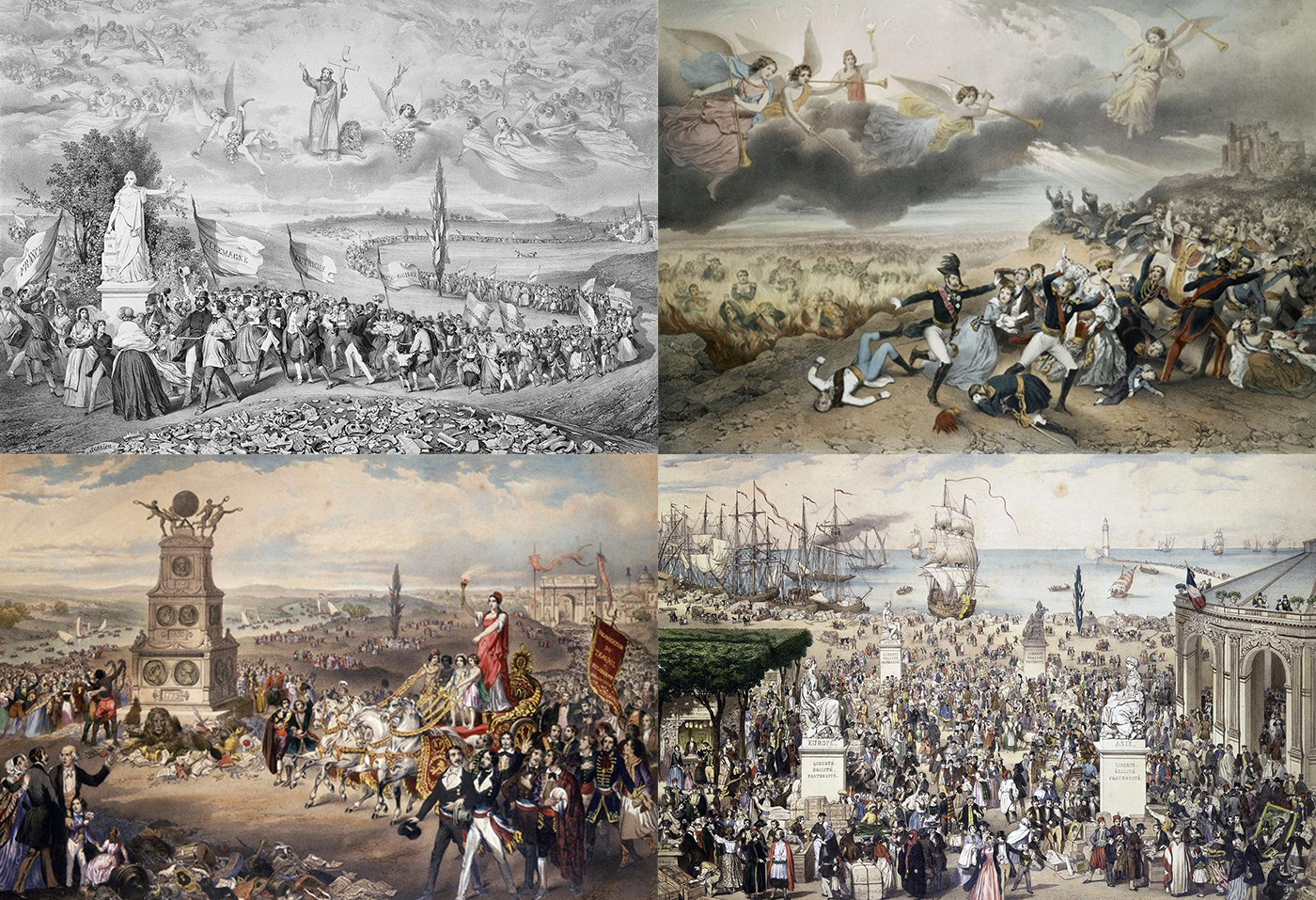
République universelle démocratique et sociale: Le Pacte (oben links), Le Prologue (oben rechts), Le Triomphe (unten links), Le Marché (unten rechts)

In den folgenden drei Blättern der Serie stellte Sorrieu weitere Zusammenhänge her. Das Blatt Le Prologue (deutsch: Das Vorspiel) zeigt die Vertreibung der monarchischen Herrscher durch die Engel, die zum Zeichen des Strafvollzugs eines göttlichen Weltgerichts die Posaunen blasen. Das Blatt Le Triomphe (deutsch: Der Siegeszug) illustriert den feierlichen Einzug einer Siegesgöttin, die die Weltrepublik personifiziert. Sie posiert auf einer Quadriga, in ihrem Gefolge junge Männer der Arbeiterbewegung, die das Banner einer Organisation du Travail/Solidarité universelle (deutsch: Organisation der Arbeit/universelle Solidarität) mit sich führen. Sie erreichen ein in Stufen aufgebautes Denkmal mit den Jahreszahlen 1793, 1830 und 1848, welche – verdeutlicht durch Medaillons mit den Bildnissen revolutionärer Akteure – die Terrorherrschaft 1793 (als Kulmination der Französischen Revolution), die Julirevolution 1830 und die Februarrevolution 1848 repräsentieren. Das Blatt Le Marché (deutsch: Der Markt) idealisiert schließlich die Utopie eines weltweiten Freihandels.